# ديفيد فروست (راكب الكنو)
ديفيد فروست هو راكب الكنو كندي، ولد في 1 أبريل 1965.

## وصلات خارجية
- ديفيد فروست على موقع أوليمبيديا (الإنجليزية)